# Victor Hochepied
Victor Fernand Hochepied (29 de octubre de 1883 - 26 de marzo de 1966) fue un nadador francés que compitió en los Juegos Olímpicos de París 1900.
En 1900 ganó la medalla de plata con la selección francesa en la natación de 200 metros en equipo, junto a su hermano, Maurice Hochepied. También participó en la competencia 200 metros estilo libre y en caso de obstáculo 200 metros, pero fue eliminado en la primera ronda en ambos.